# Grup '74
Grup '74 este o formație de muzică rock românească, înființată în anul 1974 la Brașov.
Membrii fondatori Sandu Albiter (chitară, voce), Nicu Stanescu (chitară, voce), Paul Panait (chitară bas), Daniil Proca (saxofon, voce), Mircea Vanca (flaut), Dan Gheorghe (baterie), Romeo Radoi (baterie), Dan Brucher (clape). 
Debutul formației are loc la Casa de Cultură a Studenților din Brașov, după care urmează apariții la cele mai importante festivaluri de gen din țară. Piesa „Veniți cu noi” (muzica: Sandu Albiter, versurile: Daniil Proca) apare pe compilația Formații de muzică pop 3 (1979). În 1979 piese precum „Toamna”, „Variațiuni 541”, „Orologiu” sau „Oameni buni” intră în clasamentele anului. 
În 1980 în formație intră Adrian Ordean (chitară). Încep o serie de turnee în străinătate, cele mai importante fiind:
- Polonia: 1979, 1984, 1985, 1990
- U.R.S.S.: 1980 (cu Dida Drăgan)
- Finlanda: 1990
- Danemarca: 1996

Anul 1987 aduce un disc single al formației, Studiu II – Lako / Infinity Drive, scos în Germania.
În 1990 formația înregistrează la Electrecord albumul Răsărit, alături de Sandu Albiter și Puiu Delioran cântând Ion (Leo) Leonard (chitară), Adrian (Adi) Vălușescu (clape) și Stelian Pavel (chitară bas).
Urmează o nouă schimbare de componență și un nou album. Sandu Albiter (chitară), Mircea Crișan (voce, baterie), Nicușor Matei (clape) și Bob Coleșiu (chitară bas) lansează în 1994 Călugărul tibetan, un disc cu zece piese.
După un album-remember în 1997, urmează o schimbare de nume și componență, astfel încât formația – de acum Albiter Blues Company – scoate în 1999 un album omonim, cu înregistrări live, făcute în timpul Festivalului de Jazz și Blues din Brașov, în 1995. În această formulă (Sandu Albiter – chitară, voce, Gheorghe (Mâțu) Draga – saxofon, Cristi Cigolea – trompetă, Gabriel (Baștanu) Isac – chitară bas, Mircea Crișan – voce și percuție, George Iordache – baterie, Victor Solomon – chitară, Cristian Oprea – muzicuță) sunt realizate recitaluri în cluburile de jazz din București și din alte orașe din țară.
Grup '74 mai activează încă la Brașov.

## Discografie
| Titlu                             | An   | Piese |
| --------------------------------- | ---- | --- |
| Formații de muzică pop 3          | 1979 | 5. Veniți să cântăm |
| Studiu II - Lako / Infinity Drive | 1987 | Studiu II - Lako / Infinity Drive |
| Răsărit                           | 1990 | Introducere / Răsărit / Iubita mea / Lumina vieții / Prietenie / Speranțe vii / Seara / Balada ghitaristului amator / Fulg de nea (în plus pe casetă audio: De ziua ta / Furtuna / Cine? / Aș dori) |
| Călugărul tibetan                 | 1994 | Călugărul tibetan / Rocky / Nu te mai chem / Aș vrea / Michelle / Atunci pe mâine / Iarna / Podul de piatră / Ochii ploii / Te rog rămâi                                                            |
| Grup '74 1987–1997                | 1997 | Atunci pe mâine / Hard Live / Iarna / Așa sunt eu / Michelle / Nu te pot uita / Mai bine tac / Nu te mai chem / Hafiz / Iubita mea / Seara / De ziua ta                                             |
| Albiter Blues Company – Live      | 1999 | Hit the Road Jack / Black Magic Woman / Midnight Blues / Revolution / Stop Mess Around / Caledonia / Don't Worry, Be Happy                                                                          |